# Liste der denkmalgeschützten Objekte in Staatz
Die Liste der denkmalgeschützten Objekte in Staatz enthält die 18 denkmalgeschützten, unbeweglichen Objekte der Gemeinde Staatz.

## Denkmäler
| Foto |                 | Denkmal                                                                                         | Standort                                                   | Beschreibung | Metadaten |
| ---- | --------------- | ----------------------------------------------------------------------------------------------- | ---------------------------------------------------------- | --- | --- |
| ja   | Datei hochladen | Pfarrhof HERIS-ID: 49459 Objekt-ID: 53177                                                       | Kirchenplatz 2 Standort KG: Ameis                          | | BDA-Hist.: Q38033959 Status: § 2a Stand der BDA-Liste: 2025-06-30 Name: Pfarrhof GstNr.: 2                                                             |
| ja   | Datei hochladen | Kath. Pfarrkirche hl. Nikolaus HERIS-ID: 26901 Objekt-ID: 23407                                 | Kirchenplatz 1 Standort KG: Ameis                          | Die Pfarrkirche St. Nikolaus ist ein barockisierter, gotischer Bau mit Südwestturm, der im 18. Jahrhundert durch den Zubau eines südlichen Seitenschiffs erweitert wurde. | BDA-Hist.: Q2321938 Status: § 2a Stand der BDA-Liste: 2025-06-30 Name: Kath. Pfarrkirche hl. Nikolaus GstNr.: 1 Pfarrkirche Ameis                      |
| ja   | Datei hochladen | Kalvarienberg/mittelalterlicher Hausberg mit Kreuzigungsgruppe HERIS-ID: 26905 Objekt-ID: 23411 | Kalvarienberg Standort KG: Enzersdorf bei Staatz           | Die 14 Stationen am Kalvarienberg von Enzersdorf bei Staatz erinnern seit 1773 an die Leiden Christi. Sie wurden 1935 und 1966 restauriert. Die Kreuzwegstationen, kleine Nischenbauten mit Pilastergliederung und geschweiften Giebeln, führen entlang des Weges auf eine Anhöhe. Oben erhebt sich auf geschwungenen Sockeln eine Kreuzigungsgruppe mit den Schächern sowie Maria und Johannes. | BDA-Hist.: Q37905743 Status: Bescheid Stand der BDA-Liste: 2025-06-30 Name: Kalvarienberg/mittelalterlicher Hausberg mit Kreuzigungsgruppe GstNr.: 266 |
| ja   | Datei hochladen | Ortskapelle Maria Schnee HERIS-ID: 26907 Objekt-ID: 23413                                       | Poysdorfer Straße 10 Standort KG: Ernsdorf                 | Die Ortskapelle Maria Schnee an der Hauptstraße von Ernsdorf bei Staatz ist ein schlichter Kapellenbau von 1878–1882 mit rundgeschlossenem Chor. Über der Giebelfront erhebt sich ein Dachreiter mit achtseitigem Pyramidendach. Innen befindet sich ein Tonnengewölbe über Gurten. | BDA-Hist.: Q37905760 Status: § 2a Stand der BDA-Liste: 2025-06-30 Name: Ortskapelle Maria Schnee GstNr.: 86                                            |
| ja   | Datei hochladen | Pfarrhof HERIS-ID: 26913 Objekt-ID: 23419                                                       | Kirchenplatz 1 Standort KG: Staatz-Kautendorf              | Der Pfarrhof von Staatz befindet sich am Kirchplatz, südlich der Pfarrkirche. Sein ältester Teil ist ein wuchtiger Turm, der laut Inschrift 1412 errichtet wurde. | BDA-Hist.: Q1676373 Status: § 2a Stand der BDA-Liste: 2025-06-30 Name: Pfarrhof GstNr.: 12 Pfarrhof Staatz                                             |
| ja   | Datei hochladen | Kath. Pfarrkirche hl. Martin HERIS-ID: 26912 Objekt-ID: 23418                                   | Kirchenplatz 2 Standort KG: Staatz-Kautendorf              | Die Pfarrkirche von Staatz wurde 1906 bis 1907 an Stelle einer älteren Kirche erbaut. | BDA-Hist.: Q1649491 Status: § 2a Stand der BDA-Liste: 2025-06-30 Name: Kath. Pfarrkirche hl. Martin GstNr.: 1843 Saint Martin Church (Staatz)          |
| ja   | Datei hochladen | Lukaskapelle HERIS-ID: 26962 Objekt-ID: 23469                                                   | neben Burgring 9 Standort KG: Staatz-Kautendorf            | Die im Jahr 1906 geweihte Lukaskapelle ist ein Breitpfeiler mit abgesetztem Dreiecksgiebel, bekrönt von einem Eisenkreuz. In der gewölbten Nische steht hinter einem Eisengitter eine Figur des hl. Lukas. | BDA-Hist.: Q37906256 Status: § 2a Stand der BDA-Liste: 2025-06-30 Name: Lukaskapelle GstNr.: 1786/1 Lukaskapelle (Staatz)                              |
| ja   | Datei hochladen | Pranger HERIS-ID: 26916 Objekt-ID: 23422                                                        | vor Bergstraße 28 Standort KG: Staatz-Kautendorf           | Der Pranger ist ein achtseitiger Pfeiler, vermutlich aus dem 17. Jahrhundert, mit bekrönender Kugel. | BDA-Hist.: Q37905842 Status: § 2a Stand der BDA-Liste: 2025-06-30 Name: Pranger GstNr.: 1786/1                                                         |
| ja   | Datei hochladen | Pestsäule HERIS-ID: 26915 Objekt-ID: 23421                                                      | vor Burgring 41 Standort KG: Staatz-Kautendorf             | Die Pestsäule beim Haus Nr. 33 ist ein vierseitiger Pfeiler mit Tabernakelaufsatz und bekrönendem Steinkreuz. | BDA-Hist.: Q37905823 Status: § 2a Stand der BDA-Liste: 2025-06-30 Name: Pestsäule GstNr.: 1786/10                                                      |
| ja   | Datei hochladen | Bildstock HERIS-ID: 26966 Objekt-ID: 23473                                                      | Standort KG: Staatz-Kautendorf                             | Das Pestmarterl im Westen des Ortes ist ein gemauerter Nischenpfeiler, weiß und gelb getüncht, bestehend aus einem Fußblock mit Flachnischen an allen vier Seiten, einem Mittelstück und einem Schulterblock mit einer zweiseitig geöffneten Nische mit Ecksäule. Der Bildstock wird von einem mit Biberschwanzziegeln gedeckten Zeltdach mit eisernem Kleeblattkreuz bekrönt. Die zwischen Mittelblock und Nischenteil vorspringende Kragenplatte ist ebenfalls mit Biberschwanzziegeln ausgestattet. In der Nische befindet sich ein kleines Holzkreuz mit Korpus. Das Denkmal wird in die zweite Hälfte des 18. Jahrhunderts datiert. Der genaue Zeitpunkt seiner Errichtung ist unbekannt. | BDA-Hist.: Q37906273 Status: § 2a Stand der BDA-Liste: 2025-06-30 Name: Bildstock GstNr.: 1858                                                         |
| ja   | Datei hochladen | Burgruine Staatz HERIS-ID: 26910 Objekt-ID: 23416                                               | Schlossplatz 4, in der Nähe Standort KG: Staatz-Kautendorf | Die Ruine Staatz erhebt sich auf der Kuppe einer inmitten der Ebene aufsteigenden Kalkklippe. Die Burg stammt aus der Mitte des 11. Jahrhunderts. Sie wurde 1645 von den Schweden bezwungen. | BDA-Hist.: Q1015525 Status: Bescheid Stand der BDA-Liste: 2025-06-30 Name: Burgruine Staatz GstNr.: 11/1 Burgruine Staatz                              |
| ja   | Datei hochladen | Ortskapelle hl. Kilian HERIS-ID: 26967 Objekt-ID: 23474                                         | Kilianplatz 2 Standort KG: Waltersdorf                     | Die Ortskapelle St. Kilian bei Staatz ist ein 1858–1859 errichteter Saalbau mit eingezogenem, rundgeschlossenem Nordchor, Lisenengliederung und Dachreiter. Das zweijochige Langhaus liegt unter einem Platzlgewölbe zwischen Gurten. Darunter erheben sich ein eingezogener, rundbogiger Triumphbogen und eine hölzerne Orgelempore. Der Hochaltar, mit einer Darstellung des hl. Kilian am Altarblatt, stammt wie die übrige Ausstattung aus der Bauzeit. Die Glocken wurden 1633 von Dominicus Gioti und 1648 von Franz Dubois gegossen. | BDA-Hist.: Q37906287 Status: § 2a Stand der BDA-Liste: 2025-06-30 Name: Ortskapelle hl. Kilian GstNr.: 51                                              |
| ja   | Datei hochladen | Bildstock HERIS-ID: 26968 Objekt-ID: 23475                                                      | Standort KG: Waltersdorf                                   | Der Bildstock am nördlichen Ortsende besteht aus einem Pfeiler mit übergiebeltem Nischenaufsatz und stammt aus dem 16. Jahrhundert. | BDA-Hist.: Q37906306 Status: § 2a Stand der BDA-Liste: 2025-06-30 Name: Bildstock GstNr.: 7/1                                                          |
| ja   | Datei hochladen | Flur-/Wegkapelle HERIS-ID: 50884 Objekt-ID: 56350                                               | Wultendorf Standort KG: Wultendorf                         | Die Kapelle auf dem nordöstlich des Ortes gelegenen Wachtberg ist ein mit 1876 bezeichneter, rund geschlossener Bau mit einer Rundbogenöffnung an der Schauseite. Eine Inschrift erinnert an den Standort der ehemaligen Pfarrkirche. | BDA-Hist.: Q38042558 Status: § 2a Stand der BDA-Liste: 2025-06-30 Name: Flur-/Wegkapelle GstNr.: 252                                                   |
| ja   | Datei hochladen | Hausberg Wachtberg HERIS-ID: 112040 Objekt-ID: 130091seit 2013                                  | Wachtberg Standort KG: Wultendorf                          | Der Wachtberg hatte schon vor uralten Zeiten die Funktion eines Aussichtsberges, von dem man weit in das Slawisch-Mährische Grenzgebiet sehen konnte. Bei drohender Gefahr wurde ein großes Feuer angezündet um die benachbarten Dörfer zu warnen. Hier stand früher eine romanische Kirche, welche wahrscheinlich auch als Wehranlage gedient hat. Sie wurde 1871 wegen Baufälligkeit abgerissen. | BDA-Hist.: Q37828240 Status: Bescheid Stand der BDA-Liste: 2025-06-30 Name: Hausberg Wachtberg GstNr.: 254, 252                                        |
| ja   | Datei hochladen | Bildstock HERIS-ID: 26970 Objekt-ID: 23477                                                      | bei Wultendorf 58 Standort KG: Wultendorf                  | Das im 15. Jahrhundert errichtete Marterl bei Wultendorf 58 ist ein spätgotischer, aus Kalkstein gefertigter Tabernakelbildstock mit quadratischem Sockel. In der Nische des Aufsatzes steht eine Johannes-Nepomuk-Statue. An der Wand dahinter ist ein Relief mit Kreuzigungsgruppe zu sehen. | BDA-Hist.: Q37906323 Status: § 2a Stand der BDA-Liste: 2025-06-30 Name: Bildstock GstNr.: 189/2                                                        |
| ja   | Datei hochladen | Kath. Pfarrkirche hl. Kunigunde HERIS-ID: 26971 Objekt-ID: 23478                                | Wultendorf 176 Standort KG: Wultendorf                     | Die neugotische Pfarrkirche St. Kunigund wurde 1872–1874 auf einer Anhöhe im Osten des Ortes als Ersatz für die baufällig gewordene spätgotische Kirche auf dem Wachtberg errichtet. | BDA-Hist.: Q2083077 Status: § 2a Stand der BDA-Liste: 2025-06-30 Name: Kath. Pfarrkirche hl. Kundigunde GstNr.: 189/1 Pfarrkirche Wultendorf           |
| ja   | Datei hochladen | Kober-Marterl HERIS-ID: 26972 Objekt-ID: 23479                                                  | Standort KG: Wultendorf                                    | Das Kober-Marterl ist ein dreistufiger, gemauerter, weiß getünchter Nischenpfeiler, bekrönt von einem Ziegeldach mit eisernem Kreuz. In seiner südöstlich ausgerichteten Lichtnische sind ein Bildnis Herz Jesu und ein Bildnis Herz Mariens zu sehen. Der Schaft des Pfeilers verfügt über Flachnischen. Das Denkmal wird auf die zweite Hälfte des 17. Jahrhunderts datiert. Der Überlieferung nach befand sich an dieser Stelle einst ein Massengrab für Pestopfer. | BDA-Hist.: Q37906354 Status: § 2a Stand der BDA-Liste: 2025-06-30 Name: Kober-Marterl GstNr.: 3047                                                     |